# 米萊娜·蒂托內尼
米萊娜·蒂托內尼·基馬拉斯（葡萄牙語：Milena Titoneli Guimarães，1998年8月6日—）是一名巴西女子跆拳道運動員。她曾經獲得2019年世界跆拳道錦標賽女子67公斤級銅牌以及2019年泛美運動會女子67公斤級金牌。

## 外部連結
- TaekwondoData.com （页面存档备份，存于）
- 米萊娜·蒂托內尼的Facebook專頁
- 米萊娜·蒂托內尼的X（前Twitter）
- 米萊娜·蒂托內尼的Instagram帳戶